# Piumino (indumento)

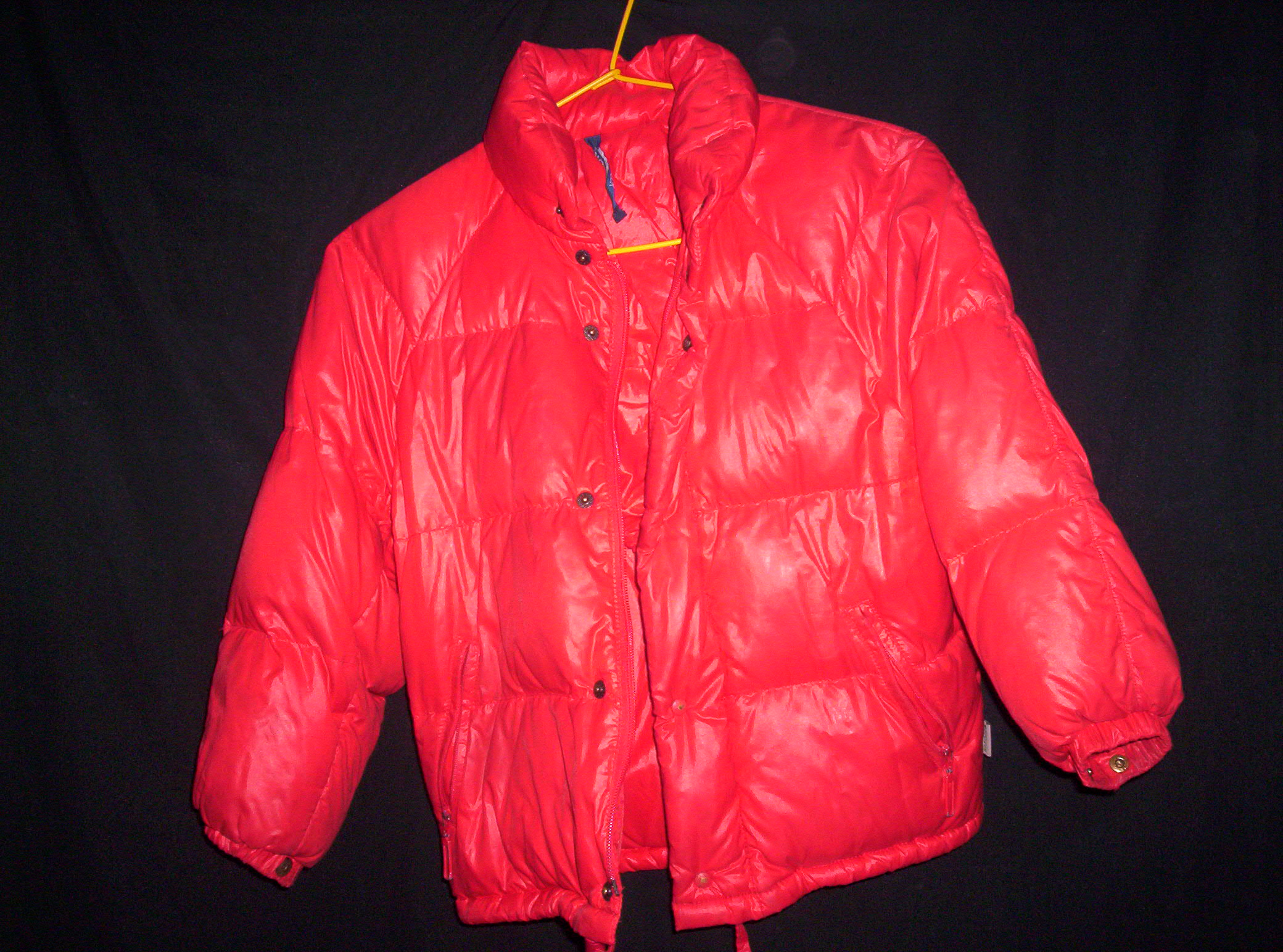
Un piumino rosso

Il piumino è un capo di abbigliamento ideato per coprirsi dal freddo.
Evoluzione del classico anorak, il piumino nasce come capo di abbigliamento sportivo. In Italia il piumino è entrato a far parte della moda casual a partire da metà degli anni ottanta, grazie all'intuizione degli stilisti Alberto Aspesi e Franco Moschino, e spinto in parte dalla moda dei paninari. Prende il proprio nome dalla sua imbottitura, che è appunto di piuma d'oca, che conferisce al capo leggerezza, pur non perdendo la capacità di riscaldare il corpo.
Normalmente il piumino attenua il proprio "gonfiore" tramite le caratteristiche cuciture a liste, che fermano ed appiattiscono l'imbottitura di piume. I modelli più diffusi arrivano alla vita, ma negli anni duemila sono stati prodotti anche modelli che arrivavano fino ai piedi.
Un piumino leggero, adatto ai climi più miti, è anche detto "cento grammi".

## Storia della moda
George Finch, un chimico e alpinista australiano, è accreditato di aver indossato per primo una versione del piumino nel 1922, originariamente realizzato con tessuto a palloncino e piumino. Nel 1936, l'avventuriero Eddie Bauer creò un piumino a seguito di una pericolosa battuta di pesca durante la quale Bauer quasi morì di ipotermia; egli inventò una giacca esterna ricoperta di piume, originariamente venduta come "skyliner". Essendo un isolante efficiente, l'indumento all'esterno consentiva di intrappolare e trattenere l'aria calda, rendendolo una scelta molto popolare contro le rigide condizioni invernali. Bauer fu il primo a creare, vendere e brevettare il suo design nel 1939. Nel 1937 il designer Charles James ha sviluppato una giacca con un design simile per l'alta moda. La giacca di James era realizzata in raso bianco ma manteneva un design trapuntato simile; ha etichettato la sua creazione la "giacca pneumatica". Il design di James si è rivelato difficile da replicare e la spessa imbottitura all'interno del cappotto ha reso difficile la mobilità della parte superiore del corpo. Il designer credeva che il suo contributo sarebbe stato minore. A questo errore si è posto rimedio poco dopo riducendo l'imbottitura intorno al collo e al giromanica.
Dopo il suo debutto, il piumino rimase popolare per un decennio nelle comunità di sport invernali all'aperto. Il piumino cominciò a servire più del suo scopo utilitaristico negli anni '40, quando fu adattato e commercializzato per i ricchi come strato da sera. Il capo è stato reinventato negli anni '70 come giacca athleisure (uno stile ibrido di abbigliamento sportivo; la parola è un neologismo che unisce le parole 'athletic' e 'leisure') commercializzata specificamente per le donne dalla designer Norma Kamali. Chiamata la "giacca del sacco a pelo", la versione di Kamali prevedeva due cappotti cuciti insieme con un'alternativa in piuma sintetica inserita nel mezzo. Negli anni, il piumino è diventato un caposaldo della moda invernale. Versioni luminose del piumino dai colori neon furono indossate in Italia per tutti gli anni '80.
Durante gli anni '90 la giacca aumentò di popolarità poiché una giovane generazione di "raver" (i partecipanti a feste notturne) si adornava con il piumino, indossandolo per tutta la notte durante i mesi invernali. Una tendenza simile è stata osservata negli Stati Uniti negli anni '90 e all'inizio degli anni 2000, durante i quali famosi artisti hip-hop hanno iniziato a vestirsi con grandi giacche.
Designer e influencer della moda del 2020 rifiutano le versioni tagliate e dai colori vivaci della giacca, optando invece per uno strato più lungo, fino al ginocchio, con sottili sfumature di beige. Gli influencer continuano a lodare il capo per la sua capacità di funzionare con ogni occasione di outfit. Un'impennata negli anni '90 continuò ad aiutare la giacca a dominare. La cultura pop riflette questa tendenza poiché artisti hip-hop come Kanye West e Drake possono essere entrambi visti indossare l'indumento in alcuni video musicali.